# Gabriel de Białystok
São Gabriel de Białystok (em polonês/polaco:  Gabriel Białostocki; em russo:  Гавриил Белостокский; em bielorrusso:  Гаўрыіл Беластоцкі; 2 de abril de 1684 - 20 de abril de 1690), também chamado Gabriel de Zabłudów (em polonês/polaco:  Zabłudowski) é um santo na Igreja Ortodoxa, amplamente venerado pelas igrejas russa e polonesa.

## Biografia
Gabriel Gowdel nasceu no vilarejo de Zwierki (em bielorrusso:  Зьверкі), perto de Zabłudów, na família dos camponeses ortodoxo bielorrussos Piotr e Anastazja Gowdel, e batizado no Mosteiro da Dormição da Mãe de Deus, em Zabłudów, com São Gabriel Arcanjo como seu patrono. Com seis anos de idade, em 3 de maio de 1690 (20 de abril no calendário gregoriano), foi sequestrado e morto em circunstâncias obscuras durante a Pessach (Páscoa Judaica). Schutko, um rico locador judeu de Zwierki, foi acusado de tê-lo trazido a Białystok, exsanguinado e trazido de volta a Zwierki, onde depositou seu corpo.

## Veneração
Após o encontro do corpo e investigações quanto à natureza do crime, o jovem Gabriel foi sepultado em uma igreja nas proximidades, onde já começou a ser venerado pelos locais, que, durante uma epidemia no início do século XVIII, sepultavam seus filhos perto do seu túmulo. Suas relíquias foram transferidas em 1755 para o Mosteiro da Santa Trindade de Slutsk (em bielorrusso:  Слуцкий Свято-Троицкий монастырь), a 105 quilômetros de Minsk, e foi canonizado em 1820 por São Gregório V, então Patriarca Ecumênico de Constantinopla, e seu culto se espalhou pelo Império Russo. Em 1942, com o mosteiro havendo sido destruído, suas relíquias estavam no Mosteiro da Transfiguração, em Minsk. No mesmo ano, o Padre Aleksy Znosko escreveu um acatiste para o alegado mártir-menino, e teve permissão para receber partes de suas relíquias, que foram divididas entre Zabłudów, Świsłoczy, e Grodno, esta última cidade recebendo em 1944 as partes ainda em Minsk. As relíquias ainda foram movidas em 1992 para Białystok, e no ano seguinte para Zabłudów. Em 1995, foi iniciada a construção de um mosteiro em Zwierki, com a intenção de ser seu principal local de culto, e o mesmo foi consagrado em 2003, com a translação das relíquias do santo em 3 de maio (sua comemoração no calendário juliano).
A Igreja Ortodoxa Russa canonizou Gabriel como o santo padroeiro de crianças doentes; ele é festejado no começo de cada maio. Nenhuma evidência foi apresentada para apoiar a acusação contra os judeus. Algumas autoridades judaicas e de direitos humanos, especialmente na Bielorrússia, acusam seu culto de ser a continuação de um libelo de sangue, instrumentalizado para promover o antissemitismo.
Em 27 de julho de 1997, a televisão estatal bielorrussa transmitiu um documentário sobre a vida e a morte de Gabriel. No programa, foi insinuado que os judeus haviam matado a criança para usar  o seu sangue na confecção do matzá da Páscoa, o que ocasionou protestos da comunidade judaica. 